# Анна Бондар
Анна Бондар (угор. Anna Bondár) — угорська тенісистка.

## Фінали турнірів WTA

### Одиночний розряд: 1 (поразка)
| Легенда                      |
| ---------------------------- |
| Турніри Великого шлему (0–0) |
| Турніри WTA 1000 (0–0)       |
| Турніри WTA 500 (0–0)        |
| Турніри WTA 250 (0–1)        |

| Фінали за покриттям |
| ------------------- |
| Тверде (0–0)        |
| Ґрунт (0–1)         |
| Трава (0–0)         |

| Фінали за типом корту |
| --------------------- |
| Відкритий корт (0–1)  |
| Закритий корт (0–0)   |

| Результат | В-П | Дата     | Турнір                       | Категорія | Покриття | Опонент      | Рахунок  |
| --------- | --- | -------- | ---------------------------- | --------- | -------- | ------------ | -------- |
| Поразка   | 0–1 | Лип 2025 | Hamburg Open 2025, Німеччина | WTA 250   | Ґрунт    | Лоїс Буассон | 5–7, 3–6 |

### Парний розряд: 4 (2 титули, 2 поразки)
| Легенда          |
| ---------------- |
| Grand Slam (0–0) |
| WTA 1000 (0–0)   |
| WTA 500 (0–0)    |
| WTA 250 (2–2)    |

| Фінали за покриттям |
| ------------------- |
| Тверде (0–0)        |
| Ґрунт (2–2)         |
| Трава (0–0)         |

| Фінали за типом корту |
| --------------------- |
| Відкритий корт (2–2)  |
| Закритий корт (0–0)   |

| Результат | В-П | Дата     | Турнір                                                | Категорія | Покриття | Партнер             | Опоненти                        | Рахунок               |
| --------- | --- | -------- | ----------------------------------------------------- | --------- | -------- | ------------------- | ------------------------------- | --------------------- |
| Перемога  | 1–0 | Лип 2022 | Internazionali Femminili di Tennis di Palermo, Італія | WTA 250   | Ґрунт    | Кімберлі Ціммерманн | Аміна Аншба Панна Удварді       | 6–3, 6–2              |
| Перемога  | 2–0 | Лип 2023 | WTA Swiss Open, Швейцарія                             | WTA 250   | Ґрунт    | Діан Паррі          | Аміна Аншба Анастасія Децюк     | 6–2, 6–1              |
| Поразка   | 2–1 | Кві 2024 | Copa Colsanitas Santander, Колумбія                   | WTA 250   | Ґрунт    | Ірина Хромачова     | Крістіна Букша Камілла Рахімова | 6–7(5–7), 6–3, [8–10] |
| Поразка   | 2–2 | Лип 2025 | Hamburg European Open, Німеччина                      | WTA 250   | Ґрунт    | Аранча Рус          | Надія Кіченок Макото Ніномія    | 4–6, 6–3, [9–11]      |

## Фінали турнірів WTA Challenger

### Одиночний розряд: 1 титул
| Результат | В–П | Дата     | Турнір                          | Поверхня | Супротивниця | Рахунок  |
| --------- | --- | -------- | ------------------------------- | -------- | ------------ | -------- |
| Перемога  | 1–0 | Лис 2021 | WTA 125 Buenos Aires, Аргентина | Ґрунт    | Діан Паррі   | 6–3, 6–3 |

### Парний розряд: 1 титул
| Результат | В–П | Дата     | Турнір                     | Поверхня | Партнер             | Супротивники                    | Рахунок          |
| --------- | --- | -------- | -------------------------- | -------- | ------------------- | ------------------------------- | ---------------- |
| Перемога  | 1–0 | Вер 2022 | WTA 125 Budapest, Угорщина | Грунт    | Кімберлі Ціммерманн | Єсіка Малецкова Рената Ворацова | 6–3, 2–6, [10–5] |